# Eublemma manakhana
Eublemma manakhana is een vlinder van de familie van de spinneruilen (Erebidae). De wetenschappelijke naam van deze soort is voor het eerst voorgesteld door Hermann Hacker en Hans-Peter Schreier in een publicatie uit 2019.
De soort komt voor in Jemen.